# Stopplaats Stadskanaal Oost
Stopplaats Stadskanaal Oost (telegrafische code: sko) is een voormalige stopplaats aan de Nederlandse spoorlijn Stadskanaal - Ter Apel Rijksgrens, destijds aangelegd en geëxploiteerd door de Groningsch-Drentsche Spoorwegmaatschappij Stadskanaal-Ter Apel-Rijksgrens (STAR). De stopplaats lag ten zuiden van Stadskanaal nabij de dwarsstraat richting Drouwenermond. De stopplaats lag in de voormalige gemeente Onstwedde die door deze stopplaats een eigen halte had. Aan de spoorlijn werd de stopplaats voorafgegaan door station Stadskanaal en gevolgd door station Nieuw Buinen. Stopplaats Stadskanaal Oost werd geopend op 2 mei 1924 en gesloten op 15 mei 1934. Bij de stopplaats was een stationsgebouw aanwezig van het stationstype STAR klein. In 1990 werd het gebouw gesloopt en werden 3 appartementen in 1991 gebouwd. 